# شهروند روث
شهروند روث (به انگلیسی: Citizen Ruth) فیلمی محصول سال ۱۹۹۶ و به کارگردانی الکساندر پین است. در این فیلم بازیگرانی همچون لورا درن، سوزی کرتز، کلی پرستون، برت رینولدز، کرتوود اسمیت، مری کی پلیس، ام.سی. گینی، تیپی هدرن، دیوید گراف، کاتلین نونه و داین لد ایفای نقش کرده‌اند.